# Хо Бьон Хо
Хо Бьон Хо (кор. 허병호; нар. 27 листопада 1966) — південнокорейський борець греко-римського стилю, дворазовий чемпіон світу серед юніорів, бронзовий призер чемпіонату світу серед молоді, срібний призер чемпіонату світу серед дорослих, чемпіон та срібний призер чемпіонатів Азії, володар Кубку світу, учасник двох Олімпійських ігор.

## Спортивні результати на міжнародних змаганнях

### Виступи на Олімпіадах
| Змагання                    | Збірна         | Вагова категорія                 | Місце |
| --------------------------- | -------------- | -------------------------------- | ----- |
| Літні Олімпійські ігри 1988 | Південна Корея | греко-римська боротьба, до 57 кг | 5     |
| Літні Олімпійські ігри 1992 | Південна Корея | греко-римська боротьба, до 62 кг | 11    |

### Виступи на Чемпіонатах світу
| Змагання                        | Збірна         | Вагова категорія                 | Місце  |
| ------------------------------- | -------------- | -------------------------------- | ------ |
| Чемпіонат світу з боротьби 1989 | Південна Корея | греко-римська боротьба, до 62 кг | Срібло |
| Чемпіонат світу з боротьби 1991 | Південна Корея | греко-римська боротьба, до 62 кг | 4      |
| Чемпіонат світу з боротьби 1994 | Південна Корея | греко-римська боротьба, до 62 кг | 10     |

### Виступи на Чемпіонатах Азії
| Змагання                       | Збірна         | Вагова категорія                 | Місце  |
| ------------------------------ | -------------- | -------------------------------- | ------ |
| Чемпіонат Азії з боротьби 1989 | Південна Корея | греко-римська боротьба, до 62 кг | Золото |
| Чемпіонат Азії з боротьби 1991 | Південна Корея | греко-римська боротьба, до 62 кг | Срібло |

### Виступи на Кубках світу
| Змагання                    | Збірна         | Вагова категорія                 | Місце  |
| --------------------------- | -------------- | -------------------------------- | ------ |
| Кубок світу з боротьби 1991 | Південна Корея | греко-римська боротьба, до 62 кг | Золото |

### Виступи на інших змаганнях
| Змагання               | Збірна         | Вагова категорія                 | Місце  |
| ---------------------- | -------------- | -------------------------------- | ------ |
| Турнір Акрополіса 1990 | Південна Корея | греко-римська боротьба, до 62 кг | Срібло |

### Виступи на змаганнях молодших вікових груп
| Змагання                                      | Збірна         | Вагова категорія                 | Місце  |
| --------------------------------------------- | -------------- | -------------------------------- | ------ |
| Чемпіонат світу з боротьби серед юніорів 1983 | Південна Корея | греко-римська боротьба, до 48 кг | Золото |
| Чемпіонат світу з боротьби серед юніорів 1984 | Південна Корея | греко-римська боротьба, до 52 кг | Золото |
| Чемпіонат світу з боротьби серед молоді 1985  | Південна Корея | греко-римська боротьба, до 52 кг | Бронза |